# Wereldkampioenschappen synchroonzwemmen 1994 – Solo vrouwen
De solo vrouwen tijdens de wereldkampioenschappen synchroonzwemmen 1994 vond plaats in Rome, Spanje.
In totaal 206 deelnemers deden mee aan een voorronde met een technische routine. De beste vierentwintig deelnemers deden vervolgens een figur kür, waarbij slechts één deelnemer per land aan deze fase mocht deelnemen. De beste acht deelnemers van de voorronde namen deel aan de kwalificatie, waarnaar de beste acht zich kwalificeerde voor de finale.

## Uitslag
De eerste acht solisten, hier aangegeven met groen, gingen door naar de finale.
| Rang   | Naam                     | Land                | Voorronde | Voorronde | Kwalificatie  | Kwalificatie  | Finale        | Finale        |
| Rang   | Naam                     | Land                | Punten    | Rang      | Punten        | Rang          | Punten        | Rang          |
| ------ | ------------------------ | ------------------- | --------- | --------- | ------------- | ------------- | ------------- | ------------- |
| Goud   | Becky Dyroen-Lancer      | Verenigde Staten    | 91,3200   | 1         | 190,2000      | 1             | 191,0400      | 1             |
| Zilver | Fumiko Okuno             | Japan               | 87,9060   | 3         | 186,6260      | 2             | 187,3060      | 2             |
| Brons  | Lisa Alexander           | Canada              | 88,5860   | 2         | 186,5860      | 3             | 186,8260      | 3             |
| 4      | Olga Sedakova            | Rusland             | 87,3770   | 4         | 186,2970      | 4             | 186,2170      | 4             |
| 5      | Maria Elena Giusti       | Venezuela           | 84,9960   | 16        | 180,4360      | 5             | 181,3960      | 5             |
| 6      | Marianne Aeschbacher     | Frankrijk           | 84,8210   | 18        | 179,0940      | 6             | 179,3680      | 6             |
| 7      | Giovanna Burlando        | Italië              | 83,3740   | 36        | 179,0880      | 7             | 179,2540      | 7             |
| 8      | Sonia Cardenas           | Mexico              | 83,7070   | 27        | 178,0670      | 8             | 178,3870      | 8             |
| 9      | Kerry Shacklock          | Verenigd Koninkrijk | 84,9120   | 17        | 177,7520      | 9             | Uitgeschakeld | Uitgeschakeld |
| 10     | Yan Pan                  | China               | 82,7140   | 54        | 175,7140      | 10            | Uitgeschakeld | Uitgeschakeld |
| 11     | Tamara Zwart             | Nederland           | 82,1760   | 68        | 174,6160      | 11            | Uitgeschakeld | Uitgeschakeld |
| 12     | Jeong-Yun Choi           | Zuid-Korea          | 80,7980   | 99        | 173,4510      | 12            | Uitgeschakeld | Uitgeschakeld |
| 13     | Christine Mullner        | Oostenrijk          | 83,1620   | 42        | 172,8020      | 13            | Uitgeschakeld | Uitgeschakeld |
| 14     | Caroline Imoberdorf      | Zwitserland         | 82,5560   | 57        | 172,7560      | 14            | Uitgeschakeld | Uitgeschakeld |
| 15     | Fernada Camargo Veirano  | Brazilië            | 82,3970   | 61        | 172,2370      | 15            | Uitgeschakeld | Uitgeschakeld |
| 16     | Olga Zayka               | Oekraïne            | 82,2660   | 64        | 171,6660      | 16            | Uitgeschakeld | Uitgeschakeld |
| 17     | Celeste Ferraris         | Australië           | —         | —         | 170,7320      | 17            | Uitgeschakeld | Uitgeschakeld |
| 18     | Lucie Svrcinova          | Tsjechië            | 80,5050   | 106       | 169,1850      | 18            | Uitgeschakeld | Uitgeschakeld |
| 19     | Monika Muller            | Duitsland           | 80,9290   | 95        | 168,4090      | 19            | Uitgeschakeld | Uitgeschakeld |
| 20     | Yasmin Abdel Rehim       | Egypte              | 78,7720   | 142       | 165,3720      | 20            | Uitgeschakeld | Uitgeschakeld |
| 21     | Ivette Racaijao          | Cuba                | 79,0230   | 137       | 165,2630      | 21            | Uitgeschakeld | Uitgeschakeld |
| 22     | Mandy Zukerman           | Nieuw-Zeeland       | 79,2560   | 127       | 165,2160      | 22            | Uitgeschakeld | Uitgeschakeld |
| 23     | Maria Spitzer            | Bulgarije           | 80,5210   | 105       | 165,2010      | 23            | Uitgeschakeld | Uitgeschakeld |
| 24     | Sarah Lindholm           | Zweden              | 78,8150   | 141       | 164,9750      | 24            | Uitgeschakeld | Uitgeschakeld |
| 25     | Erika Piedrahita         | Colombia            | 78,1590   | 156       | 164,7990      | 25            | Uitgeschakeld | Uitgeschakeld |
| 26     | Barbara Mudrochova       | Slowakije           | 78,7200   | 143       | 164,0800      | 26            | Uitgeschakeld | Uitgeschakeld |
| 27     | Natalia Meshkova         | Wit-Rusland         | 77,4680   | 173       | 163,7260      | 27            | Uitgeschakeld | Uitgeschakeld |
| 28     | Julieta Yelin            | Argentinië          | 77,8920   | 164       | 163,2120      | 28            | Uitgeschakeld | Uitgeschakeld |
| 29     | Aliya Karimova           | Kazachstan          | 76,5700   | 187       | 159,5300      | 29            | Uitgeschakeld | Uitgeschakeld |
| 30     | Zsuzsanna Hamori         | Hongarije           | 74,9670   | 202       | 154,6070      | 30            | Uitgeschakeld | Uitgeschakeld |
| 31     | Renata Peslova           | Zuid-Afrika         | 76,5690   | 188       | 153,2490      | 31            | Uitgeschakeld | Uitgeschakeld |
| 32     | Jill Savery              | Verenigde Staten    | 87,0000   | 5         | Uitgeschakeld | Uitgeschakeld | Uitgeschakeld | Uitgeschakeld |
| 33     | Miya Tachibana           | Japan               | 86,7720   | 6         | Uitgeschakeld | Uitgeschakeld | Uitgeschakeld | Uitgeschakeld |
| 34     | Nathalie Schneyder       | Verenigde Staten    | 86,7400   | 7         | Uitgeschakeld | Uitgeschakeld | Uitgeschakeld | Uitgeschakeld |
| 35     | Suzannah Bianco          | Verenigde Staten    | 86,7300   | 8         | Uitgeschakeld | Uitgeschakeld | Uitgeschakeld | Uitgeschakeld |
| 36     | Karen Clark              | Canada              | 86,5890   | 9         | Uitgeschakeld | Uitgeschakeld | Uitgeschakeld | Uitgeschakeld |
| 37     | Heather Pease-Olson      | Verenigde Staten    | 86,5790   | 10        | Uitgeschakeld | Uitgeschakeld | Uitgeschakeld | Uitgeschakeld |
| 38     | Gana Maksimova           | Rusland             | 86,1850   | 11        | Uitgeschakeld | Uitgeschakeld | Uitgeschakeld | Uitgeschakeld |
| 39     | Erin Woodley             | Canada              | 86,1720   | 12        | Uitgeschakeld | Uitgeschakeld | Uitgeschakeld | Uitgeschakeld |
| 39     | Cari Read                | Canada              | 86,1720   | 12        | Uitgeschakeld | Uitgeschakeld | Uitgeschakeld | Uitgeschakeld |
| 41     | Tammy Cleland-McGregor   | Verenigde Staten    | 86,0260   | 14        | Uitgeschakeld | Uitgeschakeld | Uitgeschakeld | Uitgeschakeld |
| 42     | Heather Simmons          | Verenigde Staten    | 85,3260   | 15        | Uitgeschakeld | Uitgeschakeld | Uitgeschakeld | Uitgeschakeld |
| 43     | Akiko Kawase             | Japan               | 84,8010   | 19        | Uitgeschakeld | Uitgeschakeld | Uitgeschakeld | Uitgeschakeld |
| 44     | Junko Tanaka             | Japan               | 84,6870   | 20        | Uitgeschakeld | Uitgeschakeld | Uitgeschakeld | Uitgeschakeld |
| 45     | Anna Iouriaeva           | Rusland             | 84,6640   | 21        | Uitgeschakeld | Uitgeschakeld | Uitgeschakeld | Uitgeschakeld |
| 46     | Maria Kisseleva          | Rusland             | 84,6260   | 22        | Uitgeschakeld | Uitgeschakeld | Uitgeschakeld | Uitgeschakeld |
| 47     | Elena Azarova            | Rusland             | 84,5380   | 23        | Uitgeschakeld | Uitgeschakeld | Uitgeschakeld | Uitgeschakeld |
| 48     | Janice Brremner          | Canada              | 84,2420   | 24        | Uitgeschakeld | Uitgeschakeld | Uitgeschakeld | Uitgeschakeld |
| 49     | Emily Porter-Lesueur     | Verenigde Staten    | 83,9120   | 25        | Uitgeschakeld | Uitgeschakeld | Uitgeschakeld | Uitgeschakeld |
| 50     | Eva Riffet               | Frankrijk           | 83,8080   | 26        | Uitgeschakeld | Uitgeschakeld | Uitgeschakeld | Uitgeschakeld |
| 51     | Kaori Takahasi           | Japan               | 83,6800   | 28        | Uitgeschakeld | Uitgeschakeld | Uitgeschakeld | Uitgeschakeld |
| 52     | Olessia Valyn            | Oekraïne            | 83,6430   | 29        | Uitgeschakeld | Uitgeschakeld | Uitgeschakeld | Uitgeschakeld |
| 53     | Laila Vakil              | Verenigd Koninkrijk | 83,6360   | 30        | Uitgeschakeld | Uitgeschakeld | Uitgeschakeld | Uitgeschakeld |
| 54     | Olga Novokschenova       | Rusland             | 83,5390   | 31        | Uitgeschakeld | Uitgeschakeld | Uitgeschakeld | Uitgeschakeld |
| 55     | Rei Jimbo                | Japan               | 83,5080   | 32        | Uitgeschakeld | Uitgeschakeld | Uitgeschakeld | Uitgeschakeld |
| 56     | Elena Antonova           | Rusland             | 83,4750   | 33        | Uitgeschakeld | Uitgeschakeld | Uitgeschakeld | Uitgeschakeld |
| 57     | Jill Sudduth             | Verenigde Staten    | 83,4170   | 34        | Uitgeschakeld | Uitgeschakeld | Uitgeschakeld | Uitgeschakeld |
| 58     | Chantal Vallieres        | Canada              | 83,3780   | 35        | Uitgeschakeld | Uitgeschakeld | Uitgeschakeld | Uitgeschakeld |
| 59     | Lilian Leal              | Mexico              | 83,2760   | 37        | Uitgeschakeld | Uitgeschakeld | Uitgeschakeld | Uitgeschakeld |
| 60     | Marianne Aeschbacher     | Frankrijk           | 83,2480   | 38        | Uitgeschakeld | Uitgeschakeld | Uitgeschakeld | Uitgeschakeld |
| 61     | Julie Fabre              | Frankrijk           | 83,2450   | 39        | Uitgeschakeld | Uitgeschakeld | Uitgeschakeld | Uitgeschakeld |
| 61     | Raika Jujii              | Japan               | 83,2450   | 39        | Uitgeschakeld | Uitgeschakeld | Uitgeschakeld | Uitgeschakeld |
| 63     | Carrie Deguerre          | Canada              | 83,2190   | 41        | Uitgeschakeld | Uitgeschakeld | Uitgeschakeld | Uitgeschakeld |
| 64     | Eun-Ju Kim               | Zuid-Korea          | 83,1340   | 43        | Uitgeschakeld | Uitgeschakeld | Uitgeschakeld | Uitgeschakeld |
| 65     | Isabelle Manable         | Frankrijk           | 83,1070   | 44        | Uitgeschakeld | Uitgeschakeld | Uitgeschakeld | Uitgeschakeld |
| 66     | Veronique van Muysen     | Frankrijk           | 83,0440   | 45        | Uitgeschakeld | Uitgeschakeld | Uitgeschakeld | Uitgeschakeld |
| 67     | Weina Zhang              | China               | 82,9900   | 46        | Uitgeschakeld | Uitgeschakeld | Uitgeschakeld | Uitgeschakeld |
| 68     | Olga Broesnikina         | Rusland             | 82,9760   | 47        | Uitgeschakeld | Uitgeschakeld | Uitgeschakeld | Uitgeschakeld |
| 69     | Chunlan Wu               | China               | 82,9490   | 48        | Uitgeschakeld | Uitgeschakeld | Uitgeschakeld | Uitgeschakeld |
| 70     | Rahel Hobi               | Zwitserland         | 82,8920   | 49        | Uitgeschakeld | Uitgeschakeld | Uitgeschakeld | Uitgeschakeld |
| 71     | Yuling Fu                | China               | 82,8820   | 50        | Uitgeschakeld | Uitgeschakeld | Uitgeschakeld | Uitgeschakeld |
| 72     | Masayo Yajima            | Japan               | 82,8480   | 51        | Uitgeschakeld | Uitgeschakeld | Uitgeschakeld | Uitgeschakeld |
| 73     | Charlotte Massadier      | Frankrijk           | 82,7980   | 52        | Uitgeschakeld | Uitgeschakeld | Uitgeschakeld | Uitgeschakeld |
| 74     | Magali Rathier           | Frankrijk           | 82,7300   | 53        | Uitgeschakeld | Uitgeschakeld | Uitgeschakeld | Uitgeschakeld |
| 75     | Manuela Carnini          | Italië              | 82,6090   | 55        | Uitgeschakeld | Uitgeschakeld | Uitgeschakeld | Uitgeschakeld |
| 76     | Min Li                   | China               | 82,5620   | 56        | Uitgeschakeld | Uitgeschakeld | Uitgeschakeld | Uitgeschakeld |
| 77     | Natalia Tsimbanenko      | Oekraïne            | 82,5490   | 58        | Uitgeschakeld | Uitgeschakeld | Uitgeschakeld | Uitgeschakeld |
| 78     | Madeleine Perk           | Zwitserland         | 82,4510   | 59        | Uitgeschakeld | Uitgeschakeld | Uitgeschakeld | Uitgeschakeld |
| 79     | Yan Long                 | China               | 82,4400   | 60        | Uitgeschakeld | Uitgeschakeld | Uitgeschakeld | Uitgeschakeld |
| 80     | Giada Ballan             | Italië              | 82,3230   | 62        | Uitgeschakeld | Uitgeschakeld | Uitgeschakeld | Uitgeschakeld |
| 81     | Paola Celli              | Italië              | 82,2800   | 63        | Uitgeschakeld | Uitgeschakeld | Uitgeschakeld | Uitgeschakeld |
| 82     | Yuliya Pankratova        | Rusland             | 82,2630   | 65        | Uitgeschakeld | Uitgeschakeld | Uitgeschakeld | Uitgeschakeld |
| 83     | Miho Takeda              | Japan               | 82,2380   | 66        | Uitgeschakeld | Uitgeschakeld | Uitgeschakeld | Uitgeschakeld |
| 84     | Xuan Chen                | China               | 82,2280   | 67        | Uitgeschakeld | Uitgeschakeld | Uitgeschakeld | Uitgeschakeld |
| 85     | Jong-Hee Lee             | Zuid-Korea          | 82,1410   | 69        | Uitgeschakeld | Uitgeschakeld | Uitgeschakeld | Uitgeschakeld |
| 86     | Karen Fonteyne           | Canada              | 82,1280   | 70        | Uitgeschakeld | Uitgeschakeld | Uitgeschakeld | Uitgeschakeld |
| 87     | Kasia Kulesza            | Canada              | 82,1140   | 71        | Uitgeschakeld | Uitgeschakeld | Uitgeschakeld | Uitgeschakeld |
| 88     | Clarisse Chesneau        | Frankrijk           | 82,0970   | 72        | Uitgeschakeld | Uitgeschakeld | Uitgeschakeld | Uitgeschakeld |
| 89     | Elizavatea Filatkina     | Rusland             | 81,9380   | 73        | Uitgeschakeld | Uitgeschakeld | Uitgeschakeld | Uitgeschakeld |
| 90     | Yuko Yoneda              | Japan               | 81,8240   | 74        | Uitgeschakeld | Uitgeschakeld | Uitgeschakeld | Uitgeschakeld |
| 91     | Cristiana Lobo           | Brazilië            | 81,7980   | 75        | Uitgeschakeld | Uitgeschakeld | Uitgeschakeld | Uitgeschakeld |
| 92     | Helen Kaeser             | Zwitserland         | 81,7680   | 77        | Uitgeschakeld | Uitgeschakeld | Uitgeschakeld | Uitgeschakeld |
| 93     | Mara Brunetti            | Italië              | 81,7520   | 78        | Uitgeschakeld | Uitgeschakeld | Uitgeschakeld | Uitgeschakeld |
| 94     | Na Mi Yoo                | Zuid-Korea          | 81,7440   | 79        | Uitgeschakeld | Uitgeschakeld | Uitgeschakeld | Uitgeschakeld |
| 95     | Serena Bianchi           | Italië              | 81,5930   | 80        | Uitgeschakeld | Uitgeschakeld | Uitgeschakeld | Uitgeschakeld |
| 96     | Jeong-Yu Choi            | Zuid-Korea          | 81,5310   | 81        | Uitgeschakeld | Uitgeschakeld | Uitgeschakeld | Uitgeschakeld |
| 97     | Veronica Gruener         | Duitsland           | 81,4790   | 82        | Uitgeschakeld | Uitgeschakeld | Uitgeschakeld | Uitgeschakeld |
| 98     | Margrot Thien            | Verenigde Staten    | 81,4690   | 83        | Uitgeschakeld | Uitgeschakeld | Uitgeschakeld | Uitgeschakeld |
| 99     | Colette Geier            | Verenigd Koninkrijk | 81,4300   | 84        | Uitgeschakeld | Uitgeschakeld | Uitgeschakeld | Uitgeschakeld |
| 100    | Alexandra Streitova      | Slowakije           | 81,4270   | 85        | Uitgeschakeld | Uitgeschakeld | Uitgeschakeld | Uitgeschakeld |
| 101    | Adele Carlesen           | Verenigd Koninkrijk | 81,3940   | 86        | Uitgeschakeld | Uitgeschakeld | Uitgeschakeld | Uitgeschakeld |
| 102    | Patricia Elkhuizen       | Nederland           | 81,3910   | 87        | Uitgeschakeld | Uitgeschakeld | Uitgeschakeld | Uitgeschakeld |
| 103    | Simona Ricotta           | Italië              | 81,3430   | 88        | Uitgeschakeld | Uitgeschakeld | Uitgeschakeld | Uitgeschakeld |
| 104    | Gui Guo                  | China               | 81,2630   | 89        | Uitgeschakeld | Uitgeschakeld | Uitgeschakeld | Uitgeschakeld |
| 105    | Mi-Ra Kwon               | Zuid-Korea          | 81,2050   | 90        | Uitgeschakeld | Uitgeschakeld | Uitgeschakeld | Uitgeschakeld |
| 106    | Sona Bernardova          | Tsjechië            | 81,1750   | 91        | Uitgeschakeld | Uitgeschakeld | Uitgeschakeld | Uitgeschakeld |
| 107    | Guoci Wu                 | China               | 81,0130   | 92        | Uitgeschakeld | Uitgeschakeld | Uitgeschakeld | Uitgeschakeld |
| 108    | Delphine Marechal        | Frankrijk           | 80,9800   | 93        | Uitgeschakeld | Uitgeschakeld | Uitgeschakeld | Uitgeschakeld |
| 109    | Fei Li                   | China               | 80,9360   | 94        | Uitgeschakeld | Uitgeschakeld | Uitgeschakeld | Uitgeschakeld |
| 110    | Hae-Jin Bang             | Zuid-Korea          | 80,9090   | 96        | Uitgeschakeld | Uitgeschakeld | Uitgeschakeld | Uitgeschakeld |
| 111    | Maurizia Cecconi         | Italië              | 80,9060   | 97        | Uitgeschakeld | Uitgeschakeld | Uitgeschakeld | Uitgeschakeld |
| 111    | Liane Elkhuizen          | Nederland           | 80,9060   | 97        | Uitgeschakeld | Uitgeschakeld | Uitgeschakeld | Uitgeschakeld |
| 113    | Silvia Spackova          | Slowakije           | 80,7520   | 100       | Uitgeschakeld | Uitgeschakeld | Uitgeschakeld | Uitgeschakeld |
| 114    | Sarah Harris             | Zwitserland         | 80,6770   | 101       | Uitgeschakeld | Uitgeschakeld | Uitgeschakeld | Uitgeschakeld |
| 115    | Kathy Kusel              | Canada              | 80,6740   | 102       | Uitgeschakeld | Uitgeschakeld | Uitgeschakeld | Uitgeschakeld |
| 116    | Sandra Dijkzeul          | Nederland           | 80,6230   | 103       | Uitgeschakeld | Uitgeschakeld | Uitgeschakeld | Uitgeschakeld |
| 117    | Iris Sentrop             | Nederland           | 80,5960   | 104       | Uitgeschakeld | Uitgeschakeld | Uitgeschakeld | Uitgeschakeld |
| 118    | Lucie Svrcinova          | Tsjechië            | 80,5050   | 106       | Uitgeschakeld | Uitgeschakeld | Uitgeschakeld | Uitgeschakeld |
| 119    | Karen Thompson           | Verenigd Koninkrijk | 80,4990   | 107       | Uitgeschakeld | Uitgeschakeld | Uitgeschakeld | Uitgeschakeld |
| 120    | Pavla Valachova          | Tsjechië            | 80,3810   | 108       | Uitgeschakeld | Uitgeschakeld | Uitgeschakeld | Uitgeschakeld |
| 121    | Lynne Figes              | Verenigd Koninkrijk | 80,3400   | 109       | Uitgeschakeld | Uitgeschakeld | Uitgeschakeld | Uitgeschakeld |
| 122    | Ekaterina Janyarova      | Oekraïne            | 80,2990   | 110       | Uitgeschakeld | Uitgeschakeld | Uitgeschakeld | Uitgeschakeld |
| 123    | Galina Shatnaya          | Oekraïne            | 80,2530   | 111       | Uitgeschakeld | Uitgeschakeld | Uitgeschakeld | Uitgeschakeld |
| 124    | Olivia González          | Mexico              | 80,2450   | 112       | Uitgeschakeld | Uitgeschakeld | Uitgeschakeld | Uitgeschakeld |
| 125    | Yoo Moon-Ju              | Zuid-Korea          | 80,2350   | 113       | Uitgeschakeld | Uitgeschakeld | Uitgeschakeld | Uitgeschakeld |
| 126    | Anastasia Gutseva        | Wit-Rusland         | 80,0540   | 114       | Uitgeschakeld | Uitgeschakeld | Uitgeschakeld | Uitgeschakeld |
| 127    | Patricia Vila            | Mexico              | 79,8720   | 115       | Uitgeschakeld | Uitgeschakeld | Uitgeschakeld | Uitgeschakeld |
| 128    | Jemma Moreau             | Verenigd Koninkrijk | 79,8560   | 116       | Uitgeschakeld | Uitgeschakeld | Uitgeschakeld | Uitgeschakeld |
| 129    | Monica Weder             | Zwitserland         | 79,7920   | 117       | Uitgeschakeld | Uitgeschakeld | Uitgeschakeld | Uitgeschakeld |
| 130    | Jana Soukalová           | Tsjechië            | 79,7910   | 118       | Uitgeschakeld | Uitgeschakeld | Uitgeschakeld | Uitgeschakeld |
| 131    | Bianca van der Velden    | Nederland           | 79,7640   | 119       | Uitgeschakeld | Uitgeschakeld | Uitgeschakeld | Uitgeschakeld |
| 132    | Roberta Farinelli        | Italië              | 79,7370   | 120       | Uitgeschakeld | Uitgeschakeld | Uitgeschakeld | Uitgeschakeld |
| 133    | Ines Haller              | Duitsland           | 79,7030   | 121       | Uitgeschakeld | Uitgeschakeld | Uitgeschakeld | Uitgeschakeld |
| 134    | Sonja van der Velden     | Nederland           | 79,5210   | 122       | Uitgeschakeld | Uitgeschakeld | Uitgeschakeld | Uitgeschakeld |
| 135    | Svetlana Vichnevskaya    | Wit-Rusland         | 79,4550   | 123       | Uitgeschakeld | Uitgeschakeld | Uitgeschakeld | Uitgeschakeld |
| 136    | Karin Lobenius-Palmer    | Zweden              | 79,3970   | 124       | Uitgeschakeld | Uitgeschakeld | Uitgeschakeld | Uitgeschakeld |
| 137    | Wendy Aguilar            | Mexico              | 79,2990   | 125       | Uitgeschakeld | Uitgeschakeld | Uitgeschakeld | Uitgeschakeld |
| 138    | Petra Valachová          | Tsjechië            | 79,2700   | 126       | Uitgeschakeld | Uitgeschakeld | Uitgeschakeld | Uitgeschakeld |
| 139    | Angela Horwath           | Oostenrijk          | 79,2120   | 128       | Uitgeschakeld | Uitgeschakeld | Uitgeschakeld | Uitgeschakeld |
| 140    | Anja Trappe              | Duitsland           | 79,1760   | 129       | Uitgeschakeld | Uitgeschakeld | Uitgeschakeld | Uitgeschakeld |
| 141    | Angela Pogadl            | Duitsland           | 79,1720   | 130       | Uitgeschakeld | Uitgeschakeld | Uitgeschakeld | Uitgeschakeld |
| 142    | Jana Hinštová            | Slowakije           | 79,1550   | 131       | Uitgeschakeld | Uitgeschakeld | Uitgeschakeld | Uitgeschakeld |
| 143    | Sylvia Donker            | Nederland           | 79,1310   | 132       | Uitgeschakeld | Uitgeschakeld | Uitgeschakeld | Uitgeschakeld |
| 144    | Anna Martiniuk           | Oekraïne            | 79,1210   | 133       | Uitgeschakeld | Uitgeschakeld | Uitgeschakeld | Uitgeschakeld |
| 145    | Stéphanie Roulet         | Zwitserland         | 79,0810   | 134       | Uitgeschakeld | Uitgeschakeld | Uitgeschakeld | Uitgeschakeld |
| 146    | Nadja Odenhage           | Zweden              | 79,0670   | 135       | Uitgeschakeld | Uitgeschakeld | Uitgeschakeld | Uitgeschakeld |
| 147    | Yekaterina Podhurskaya   | Oekraïne            | 79,0650   | 136       | Uitgeschakeld | Uitgeschakeld | Uitgeschakeld | Uitgeschakeld |
| 148    | Maria Kazartseva         | Wit-Rusland         | 79,0200   | 138       | Uitgeschakeld | Uitgeschakeld | Uitgeschakeld | Uitgeschakeld |
| 149    | Kirsty McAndrew          | Verenigd Koninkrijk | 78,9930   | 139       | Uitgeschakeld | Uitgeschakeld | Uitgeschakeld | Uitgeschakeld |
| 150    | Chantal Fontaine         | Nederland           | 78,9030   | 140       | Uitgeschakeld | Uitgeschakeld | Uitgeschakeld | Uitgeschakeld |
| 151    | Dita Hebka               | Tsjechië            | 78,6540   | 144       | Uitgeschakeld | Uitgeschakeld | Uitgeschakeld | Uitgeschakeld |
| 152    | Fifi Arp                 | Nederland           | 78,6330   | 145       | Uitgeschakeld | Uitgeschakeld | Uitgeschakeld | Uitgeschakeld |
| 153    | Velika Kamburova         | Bulgarije           | 78,6100   | 146       | Uitgeschakeld | Uitgeschakeld | Uitgeschakeld | Uitgeschakeld |
| 154    | Angela Davenport         | Verenigd Koninkrijk | 78,5900   | 147       | Uitgeschakeld | Uitgeschakeld | Uitgeschakeld | Uitgeschakeld |
| 155    | Nataliya Eremeeva        | Oekraïne            | 78,5790   | 148       | Uitgeschakeld | Uitgeschakeld | Uitgeschakeld | Uitgeschakeld |
| 156    | Nataliya Boyko           | Oekraïne            | 78,4990   | 149       | Uitgeschakeld | Uitgeschakeld | Uitgeschakeld | Uitgeschakeld |
| 157    | Ivana Bursová            | Tsjechië            | 78,4510   | 150       | Uitgeschakeld | Uitgeschakeld | Uitgeschakeld | Uitgeschakeld |
| 158    | Claudia Berruti          | Italië              | 78,3540   | 151       | Uitgeschakeld | Uitgeschakeld | Uitgeschakeld | Uitgeschakeld |
| 159    | Liliana Ochoa            | Mexico              | 78,3430   | 152       | Uitgeschakeld | Uitgeschakeld | Uitgeschakeld | Uitgeschakeld |
| 160    | Corinne Rüegg            | Zwitserland         | 78,2760   | 153       | Uitgeschakeld | Uitgeschakeld | Uitgeschakeld | Uitgeschakeld |
| 161    | Cathrin Kleindienst      | Duitsland           | 78,2730   | 154       | Uitgeschakeld | Uitgeschakeld | Uitgeschakeld | Uitgeschakeld |
| 162    | Perla Ramírez            | Mexico              | 78,2150   | 155       | Uitgeschakeld | Uitgeschakeld | Uitgeschakeld | Uitgeschakeld |
| 163    | María Cecilia Zunzunegui | Argentinië          | 78,1380   | 157       | Uitgeschakeld | Uitgeschakeld | Uitgeschakeld | Uitgeschakeld |
| 164    | Kateryna Paskonova       | Oekraïne            | 78,1350   | 158       | Uitgeschakeld | Uitgeschakeld | Uitgeschakeld | Uitgeschakeld |
| 165    | Amani Abdel Hak          | Egypte              | 78,0710   | 159       | Uitgeschakeld | Uitgeschakeld | Uitgeschakeld | Uitgeschakeld |
| 165    | Jana Rybářová            | Tsjechië            | 78,0710   | 159       | Uitgeschakeld | Uitgeschakeld | Uitgeschakeld | Uitgeschakeld |
| 165    | Park Hee-Jung            | Zuid-Korea          | 78,0710   | 159       | Uitgeschakeld | Uitgeschakeld | Uitgeschakeld | Uitgeschakeld |
| 168    | Ariadna Medina           | Mexico              | 77,9450   | 162       | Uitgeschakeld | Uitgeschakeld | Uitgeschakeld | Uitgeschakeld |
| 169    | Yelena Afanaseva         | Wit-Rusland         | 77,9360   | 163       | Uitgeschakeld | Uitgeschakeld | Uitgeschakeld | Uitgeschakeld |
| 170    | Michelle Weder           | Zwitserland         | 77,8820   | 165       | Uitgeschakeld | Uitgeschakeld | Uitgeschakeld | Uitgeschakeld |
| 171    | Aline Reich              | Mexico              | 77,8180   | 166       | Uitgeschakeld | Uitgeschakeld | Uitgeschakeld | Uitgeschakeld |
| 172    | Sylvia Knappková         | Slowakije           | 77,7780   | 167       | Uitgeschakeld | Uitgeschakeld | Uitgeschakeld | Uitgeschakeld |
| 173    | Doris Lehmann            | Duitsland           | 77,7610   | 168       | Uitgeschakeld | Uitgeschakeld | Uitgeschakeld | Uitgeschakeld |
| 174    | Heba Abou Mandour        | Egypte              | 77,7270   | 169       | Uitgeschakeld | Uitgeschakeld | Uitgeschakeld | Uitgeschakeld |
| 175    | Diana Rush               | Zuid-Afrika         | 77.7070   | 170       | Uitgeschakeld | Uitgeschakeld | Uitgeschakeld | Uitgeschakeld |
| 176    | Nailya Yafarova          | Kazachstan          | 77,6870   | 171       | Uitgeschakeld | Uitgeschakeld | Uitgeschakeld | Uitgeschakeld |
| 177    | Nataliya Siulgina        | Wit-Rusland         | 77,4680   | 173       | Uitgeschakeld | Uitgeschakeld | Uitgeschakeld | Uitgeschakeld |
| 178    | Lívia Allárová           | Slowakije           | 77,3030   | 174       | Uitgeschakeld | Uitgeschakeld | Uitgeschakeld | Uitgeschakeld |
| 179    | Zuzana Ondrušová         | Slowakije           | 77,2480   | 175       | Uitgeschakeld | Uitgeschakeld | Uitgeschakeld | Uitgeschakeld |
| 180    | Marwa Afifi              | Egypte              | 77,2280   | 176       | Uitgeschakeld | Uitgeschakeld | Uitgeschakeld | Uitgeschakeld |
| 181    | Catherine Archer         | Colombia            | 77,2180   | 177       | Uitgeschakeld | Uitgeschakeld | Uitgeschakeld | Uitgeschakeld |
| 182    | Lucia Knappková          | Slowakije           | 77,1980   | 178       | Uitgeschakeld | Uitgeschakeld | Uitgeschakeld | Uitgeschakeld |
| 183    | Eva Manoušková           | Tsjechië            | 77,1890   | 179       | Uitgeschakeld | Uitgeschakeld | Uitgeschakeld | Uitgeschakeld |
| 184    | Petra Funke              | Duitsland           | 77,1820   | 180       | Uitgeschakeld | Uitgeschakeld | Uitgeschakeld | Uitgeschakeld |
| 185    | Jana Böschel             | Duitsland           | 77,1380   | 181       | Uitgeschakeld | Uitgeschakeld | Uitgeschakeld | Uitgeschakeld |
| 186    | Claudia Pogadl           | Duitsland           | 77,1350   | 182       | Uitgeschakeld | Uitgeschakeld | Uitgeschakeld | Uitgeschakeld |
| 187    | Judi-Ann van Niekerk     | Zuid-Afrika         | 77,1250   | 183       | Uitgeschakeld | Uitgeschakeld | Uitgeschakeld | Uitgeschakeld |
| 188    | Natallia Ulitskaya       | Wit-Rusland         | 76,8520   | 184       | Uitgeschakeld | Uitgeschakeld | Uitgeschakeld | Uitgeschakeld |
| 189    | Ivana Zozuľáková         | Slowakije           | 76,6090   | 185       | Uitgeschakeld | Uitgeschakeld | Uitgeschakeld | Uitgeschakeld |
| 190    | Nihal Zaki               | Egypte              | 76,5790   | 186       | Uitgeschakeld | Uitgeschakeld | Uitgeschakeld | Uitgeschakeld |
| 191    | Amanda Taylor            | Zuid-Afrika         | 76,4620   | 189       | Uitgeschakeld | Uitgeschakeld | Uitgeschakeld | Uitgeschakeld |
| 192    | Yuliya Dikalenko         | Wit-Rusland         | 76,4520   | 190       | Uitgeschakeld | Uitgeschakeld | Uitgeschakeld | Uitgeschakeld |
| 193    | Marwa Ibrahim            | Egypte              | 76,3870   | 191       | Uitgeschakeld | Uitgeschakeld | Uitgeschakeld | Uitgeschakeld |
| 194    | Yasmin Mattar            | Egypte              | 76,3460   | 192       | Uitgeschakeld | Uitgeschakeld | Uitgeschakeld | Uitgeschakeld |
| 195    | Barbara Reich            | Zwitserland         | 76,3330   | 193       | Uitgeschakeld | Uitgeschakeld | Uitgeschakeld | Uitgeschakeld |
| 196    | Rania Kamel              | Egypte              | 76,3230   | 194       | Uitgeschakeld | Uitgeschakeld | Uitgeschakeld | Uitgeschakeld |
| 197    | Moushira Roushdy         | Egypte              | 76,1520   | 195       | Uitgeschakeld | Uitgeschakeld | Uitgeschakeld | Uitgeschakeld |
| 198    | Susan Bernstein          | Zuid-Afrika         | 76,0370   | 196       | Uitgeschakeld | Uitgeschakeld | Uitgeschakeld | Uitgeschakeld |
| 199    | Nada El-Taraboulsy       | Egypte              | 75,9020   | 197       | Uitgeschakeld | Uitgeschakeld | Uitgeschakeld | Uitgeschakeld |
| 200    | Tatyana Mechkova         | Wit-Rusland         | 75,8180   | 198       | Uitgeschakeld | Uitgeschakeld | Uitgeschakeld | Uitgeschakeld |
| 201    | Carolynn Greig           | Zuid-Afrika         | 75,6300   | 199       | Uitgeschakeld | Uitgeschakeld | Uitgeschakeld | Uitgeschakeld |
| 202    | Loren Wulfsohn           | Zuid-Afrika         | 75,1210   | 200       | Uitgeschakeld | Uitgeschakeld | Uitgeschakeld | Uitgeschakeld |
| 203    | Petra Marschalkó         | Hongarije           | 75,0910   | 201       | Uitgeschakeld | Uitgeschakeld | Uitgeschakeld | Uitgeschakeld |
| 204    | Katarína Irová           | Slowakije           | 74,9420   | 203       | Uitgeschakeld | Uitgeschakeld | Uitgeschakeld | Uitgeschakeld |
| 205    | Nicole Upton             | Zuid-Afrika         | 74,2080   | 204       | Uitgeschakeld | Uitgeschakeld | Uitgeschakeld | Uitgeschakeld |
| 206    | Deidre Harrison          | Zuid-Afrika         | 71,9670   | 205       | Uitgeschakeld | Uitgeschakeld | Uitgeschakeld | Uitgeschakeld |
| —      | Olga Demina              | Kazachstan          | DNS       | DNS       | Uitgeschakeld | Uitgeschakeld | Uitgeschakeld | Uitgeschakeld |